# Конрад IV (Тек)
Конрад IV фон Тек (на немски: Konrad IV von Teck; * ок. 1309; † 5 септември 1352, убит в Мюнхен) от род Церинги, е херцог на Тек, баварски хауптман в Горна Бавария (1350) и в Тирол (1352).

## Биография
Той е най-големият син на херцог Симон I фон Тек († 1316) и съпругата му графиня Агнес фон Хелфенщайн († 1334), дъщеря на граф Улрих III фон Хелфенщайн († ок. 1315) и първата му съпруга Аделхайд фон Грайзбах († 1276/1291). Брат е на Симон II († 1352), домхер във Фрайзинг (1347), и Агнес († 20 май), омъжена за граф Готфрид II фон Хабсбург-Лауфенбург († 10 юли 1375).
Конрад IV фон Тек се жени пр. 3 ноември 1349 г. за графиня Анна фон Хоенберг († 5 юни 1366), дъщеря на граф Рудолф II фон Хоенберг († 1335) и графиня Маргарета фон Насау († 1370). Бракът е бездетен.
Той е убит на 5 септември 1352 г. в Мюнхен от Свигер фон Гунделфинген. Погребан е в Кирххайм.